# Tour de Pologne 1962
19. edycja wyścigu kolarskiego Tour de Pologne odbyła się w dniach 16–23 września 1962. Rywalizację rozpoczęło 106 kolarzy, a ukończyło 55. Łączna długość wyścigu – 1278 km.
Na starcie stanęły cztery ekipy zagraniczne (Anglia, Francja, Belgia i NRD). Pierwsze miejsce w klasyfikacji generalnej zajął Jan Kudra (CRZZ I), drugie Roger Swerts (Belgia), a trzecie Sylwester Góral (Gwardia II).
Sędzią głównym wyścigu był Tadeusz Piórkowski.

## Etapy
| Etap      | Data        | Start – meta                    | Długość (km)            | Zwycięzca etapu     | Lider               |
| I etap    | 16 września | Warszawa – Lublin               | 160                     | Bogusław Fornalczyk | Bogusław Fornalczyk |
| II etap   | 17 września | Kraśnik – Rzeszów               | 192                     | Stanisław Gazda     | Stanisław Gazda     |
| III etap  | 18 września | Rzeszów – Gorlice               | 176                     | Rajmund Zieliński   | Roger Swerts        |
| IV etap   | 19 września | Grybów – Krynica                | 45 (jazda ind. na czas) | Jan Kudra           | Jan Kudra           |
| V etap    | 20 września | Krynica – Nowa Huta             | 240                     | Roger Swerts        | Jan Kudra           |
| VI etap   | 21 września | Nowa Huta – Kielce              | 170                     | Jan Kudra           | Jan Kudra           |
| VII etap  | 22 września | Kielce – Piotrków Trybunalski   | 142                     | Wiliam Perkins      | Jan Kudra           |
| VIII etap | 23 września | Piotrków Trybunalski – Warszawa | 150                     | Joseph Dries        | Jan Kudra           |

## Końcowa klasyfikacja generalna

### Klasyfikacja indywidualna
| Poz. | Zawodnik            | Kraj   | Zespół     | Czas (średnia km/h)       |
| ---- | ------------------- | ------ | ---------- | ------------------------- |
| 1.   | Jan Kudra           | Polska | CRZZ I     | 31h 39' 37" (40,366 km/h) |
| 2.   | Roger Swerts        | Belgia | Belgia     | +03' 17"                  |
| 3.   | Sylwester Góral     | Polska | Gwardia II | +02' 50"                  |
| 4.   | Roman Chtiej        | Polska | Legia II   | +09' 17"                  |
| 5.   | Joseph Dries        | Belgia | Belgia     | +10' 14"                  |
| 6.   | Józef Beker         | Polska | LZS I      | +11' 03"                  |
| 7.   | Rajmund Zieliński   | Polska | LZS I      | +13' 30"                  |
| 8.   | Bogusław Fornalczyk | Polska | LZS II     | +17' 51"                  |
| 9.   | Karl Kaminski       | NRD    | NRD        | +21' 32"                  |
| 10.  | Kazimierz Domański  | Polska | Legia I    | +24' 46"                  |

### Klasyfikacja drużynowa
| 1. | LZS I   | 96h 00' 24" |
| 2. | CRZZ I  | +09' 46"    |
| 3. | NRD     | +12' 19"    |
| 4. | Legia I | +23' 38"    |
| 5. | LZS II  | +28' 41"    |